# Павло Глазовий (монета)
«Павло́ Глазови́й» — пам'ятна монета номіналом 2 гривні, випущена Національним банком України. Присвячена присвячену одному з найпопулярніших українських поетів-гумористів, заслуженому діячеві мистецтв України, лауреату премії імені Остапа Вишні (1988 рік), першому лауреату премії імені Петра Сагайдачного (1996 рік) — Павлу Прокоповичу Глазовому.
Монету введено в обіг 28 грудня 2022 року. Вона належить до серії «Видатні особистості України».

## Опис та характеристики монети
| Номінал грн. | Метал      | Маса, грам | Діаметр, мм. | Якість виготовлення       | Гурт     | Тираж, штук |
| ------------ | ---------- | ---------- | ------------ | ------------------------- | -------- | ----------- |
| 2            | нейзильбер | 12,8       | 31           | спеціальний анциркулейтед | рифлений | 30 000      |

### Аверс

Павло Глазовий

На аверсі монети на дзеркальному тлі розміщено: угорі напис «УКРАЇНА» (півколом), праворуч від якого — малий Державний Герб України та рік карбування монети «2022»; у центрі композиція: на тлі стилізованої розкритої книги — крісло-гойдалка, над яким пролітає муза митця (поета-сатирика), праворуч театральні маски, які символізують театр життя, в якому поет викриває і висміює негативні явища; унизу півколом номінал монети — «2 ГРИВНІ»; логотип Банкнотно-монетного двору Національного банку України (унизу праворуч).

### Реверс
На реверсі монети розміщено: на тлі стилізованої розкритої книги в шаржовому стилі — портрет поета-гумориста, навколо якого написи: «УСМІШКИ» (вертикально ліворуч), «БАЙКИ» (вертикально праворуч), «ГУМОРЕСКИ» (під портретом); ліворуч та праворуч на дзеркальному тлі — образи героїв його гуморесок; унизу написи: «1922 2004» (роки життя поета); «ПАВЛО ГЛАЗОВИЙ» (півколом).

## Автори
- Художник — Кочубей Микола.
- Скульптори: Лук'янов Юрій, Андріянов Віталій.

## Вартість монети
Під час введення монети в обіг 2022 року, Національний банк України реалізовував монету за ціною 81 гривня.
Фактична приблизна вартість монети, з роками змінювалася так:
| Рік        | 2023 | 2024 | 2025 |
| ---------- | ---- | ---- | ---- |
| Ціна, грн. | 100  | 110  | 120  |